# Phocascaris phocae
Phocascaris phocae is een rondwormensoort uit de familie van de Anisakidae. De wetenschappelijke naam van de soort is voor het eerst geldig gepubliceerd in 1932 door Høst.